# 1,3,5-pentanotricarbonitrilo
El 1,3,5-pentanotricarbonitrilo, conocido también como 4-cianoheptanodinitrilo o 1,3,5-tricianopentano, es un compuesto orgánico de fórmula molecular C8H9N3.
Es un trinitrilo en donde tres grupos funcionales C≡N se hallan unidos a los carbonos 1, 3 y 5 del pentano.

## Propiedades físicas y químicas
A temperatura ambiente, el 1,3,5-pentanotricarbonitrilo se encuentra en estado sólido.
Su punto de ebullición es 442 °C mientras que su punto de fusión —que puede llegar a los 83 °C— es un valor estimado, no experimental.
Posee una densidad ligeramente mayor que la del agua (1,042 g/cm³), siendo relativamente soluble en esta, en proporción aproximada de 65 g/L.
El valor del logaritmo de su coeficiente de reparto, logP = 1,73 (también cifra estimada), sugiere una menor solubilidad en disolventes polares como el agua que en octanol.
Su tensión superficial, 48,7 ± 3,0 dina/cm, es significativamente más alta que la de otros nitrilos tales como heptanonitrilo o heptanodinitrilo, pero inferior a la del agua.

## Síntesis y usos
El 1,3,5-pentanotricarbonitrilo puede ser sintetizado a partir del 2-metilenglutaronitrilo. Su posterior tratamiento con ácido mineral acuoso o bromuro de hidrógeno en un disolvente orgánico resulta en la ciclación de la molécula.
Este nitrilo ha sido empleado en la adición tiol-eno en síntesis de tioles a partir de precursores de   vinilo.
Asimismo, se ha propuesto su utilización en la fabricación del material activo del electrodo positivo en baterías secundarias de electrólitos no acuosos.
Así, el 1,3,5-pentanotricarbonitrilo forma una película sobre la superficie del electrodo positivo durante la operación de carga-descarga inicial; usado en combinación con el material activo del electrodo positivo, evita la descomposición del electrolito sobre la superficie del electrodo positivo.
En este sentido, se puede emplear como aditivo para baterías de litio, utilizadas como fuentes de alimentación en dispositivos electrónicos tales como videocámaras, teléfonos móviles u ordenadores portátiles.

## Precauciones
El 1,3,5-pentanotricarbonitrilo es un compuesto combustible que tiene un elevado punto de inflamabilidad (235 °C, siendo éste un valor estimado y no experimental).
Es un producto tóxico si de ingiere o se inhala. En contacto con la piel provoca irritación, siendo esta severa si entra en contacto con los ojos.